# Vincent Kwabena Damuah
Vincent Kwabena Damuah (* 1930; † August 1992) (auch: Osofo Okomfo Damuah oder Osofo Komfo Kwabena Damuah) war ein führender katholischer Priester, Theologe und Politiker im westafrikanischen Staat Ghana. Während der zweiten Militärdiktatur unter Jerry Rawlings war Damuah Mitglied der provisorischen Regierung des Provisional National Defence Council (PNDC).
Damuah war Gründer der Afrikania Mission, einer religiösen nationalen Bewegung mit starken politischen Prinzipien und Zielen. Die Gründung der Afrikania Mission soll im Dezember 1982 stattgefunden haben. Andere Quellen nennen den katholischen Priester Osofo Okomfo Damuah als Gründer der Afrikania Mission im Jahr 1985. Hierbei handelt es sich vermutlich um dieselbe Person. (Osofo ist die Twi-Bezeichnung für einen christlichen Priester, Okomfo bezeichnet einen traditionellen Priester, der im Gegensatz zum Obosomfo nicht von Gottheiten besessen wird).

## Priesteramt
Damuah war zwischen 1957 und 1982 im Amt eines römisch-katholischen Priesters tätig. Sein Ausscheiden aus dem Priesteramt wurde von Seiten der Kirche betrieben, als Damuah unter Jerry Rawlings Mitglied des PNDC wurde. Damuah gründete daraufhin die Afrikania Mission im Dezember 1982. Diese Bewegung war nicht nur politisch motiviert, sondern zielte auf eine Rückkehr zu einer modernen traditionellen afrikanischen Religion als pan-afrikanische Religion mit dem Status einer Weltreligion ab.
Als junger Priester wurde Damuah in der Zeit der Regierung unter Präsident Kwame Nkrumah wegen seiner Kritik am Regime des ersten Präsidenten Ghanas für kurze Zeit inhaftiert. Auslöser dieser Kritik am Regime waren die Pläne Nkrumahs, die Ghana Young Pioneers (GYP), eine Propagandagruppe, an den Schulen zu etablieren. Die Ghana Young Pioneers trugen verherrlichende Propaganda auf die Person des Präsidenten in die Bevölkerung, die Nkrumah aus der Sicht der Christen mit Jesus Christus gleichstellten. Diese Wahlsprüche lauteten beispielsweise: Nkrumah dies never (dt.: Nkrumah stirbt nie) oder Nkrumah does no wrong (dt.: Nkrumah irrt sich nie). Nkrumah hatte den anglikanischen Bischof und Vorsitzenden des Rates der Christen in Ghana, Bischof Reginald Richard Roseveare, des Landes verwiesen, da dieser öffentlich starke Kritik an seiner Regierung geäußert hatte. Damuah kritisierte seinerseits die Ausweisung des Bischofs und wurde hierfür als Regimekritiker in Haft gesetzt. Erst auf Betreiben hoher ghanaischer Kleriker wurde Damuah wieder aus der Haft entlassen.

## Politiker
Damuah war bereits während seiner Zeit als Priester durchaus politisch aktiv. Er trat bereits im Jahr 1979 während der Militärherrschaft des Armed Forces Revolutionary Councils (AFRC) der Katholischen Kirche entgegen, als er die Exekution von drei früheren Staatsoberhäuptern öffentlich befürwortete. Damuah wurde durch folgenden Ausspruch bekannt:
We do not love those executed less but we love our country more. Why all the fuss about execution? I believe that the A.F.R.C has the right to exact capital punishment for the common good of the country. We hope and pray that the number is not too large. Christ died on the cross to save mankind. We hope and pray that those who have to die, accept the challenge courageously and prayerfully to save Ghana.
(dt.: Wir lieben die Exekutierten nicht weniger, aber wir lieben unser Land mehr. Warum soviel Aufhebens über die Hinrichtungen? Ich glaube, das AFRC hat das Recht, selbst die höchsten Strafen zum Wohl des Landes zu verhängen. Wir hoffen und beten, die Anzahl möge nicht zu hoch sein. Christus starb am Kreuz zum Wohle der Menschheit. Wir hoffen und beten, jene, die sterben, mögen ihre Aufgabe mutig und ergeben akzeptieren zum Wohle Ghanas.)
Damuah galt als Unterstützer und Freund des Militärdiktators Jerry Rawlings und teilte dessen anti-westliche und teilweise als anti-christlich empfundene Ideologien. Nach dem zweiten Putsch durch Rawlings am 31. Dezember 1981 wurde Damuah von Anfang an Mitglied des zunächst siebenköpfigen PNDC und folglich Mitglied der provisorischen Regierung Ghanas. Im November 1982 trat er von diesem Amt zurück.

## Schriften
- Introduction to traditional religion: Afrikania Reformed African Traditional Religion, Religious text, Afrikania Mission, 1988, 2nd edition
- African Contribution to Civilization, Accra: Nsamankow Press, 1985.http://www.barnard.edu/religion/postscripts/Postscripts_1-2_1-3.pdf
- Afrikania Handbook. Accra: Nsamankow Press, 1982.
- Afrikania (Reformed Traditional Religion). Common Sense Series 8. Accra: Afrikania Mission, 1984.
- African Contribution to Civilization. Accra: Nsamankow Press, 1985.